# Puiești (Vaslui)
Puieşti é uma comuna romena localizada no distrito de Vaslui, na região de Moldávia. A comuna possui uma área de 120.40 km² e sua população era de 4911 habitantes segundo o censo de 2007.